# Clinton (Mississippi)
Pour les articles homonymes, voir Clinton.
Clinton est une ville du comté de Hinds, dans l'État du Mississippi. Situé dans l'aire urbaine de Jackson elle est la 10e plus grande ville de cet État ; la population étant de 25 216 habitants au dernier recensement en 2010.
Elle abrita à partir de 1943 un camp de prisonniers de guerre allemands et italiens.